# گیلعاد
گیلعاد (عبری: גלעד) یک نام کوچک عبری برای مردان است.

## معنا
گیلعاد یک نام عبری مردانه است. در عهد عتیق گیلعاد نام شخصی است که نامش از نام مکانی به معنای "بنای شهادت" گرفته شده است.

## افراد سرشناس با این نام
- گیلعاد زاکرمن (زادهٔ ۱۹۷۱)، زبان‌شناس اهل اسرائیل
- گیلعاد بلوم (زادهٔ ۱۹۶۷)، تنیس‌باز حرفه ای اهل اسرائیل
- گیلعاد شلیط (زادهٔ ۱۹۸۶)، سرباز اهل اسرائیل
- گیلعاد شاعر نوجوان ۱۶ سالهٔ اهل اسرائیل که ربوده و به قتل رسانده شد